# 凱文·沃特利
凱文·沃特利（Kevin Whately，1951年2月6日—）是英國的一位演員。他最著名作品是在英國電視劇劉易斯中飾演Robert "Robbie" Lewis角色。沃特利出生在諾森伯蘭赫克瑟姆。